# Station Barkarby
Barkarby is een station van de Pendeltåg, aan de Mälarbanan, in Barkarby-Skälby in de gemeente Järfälla op ongeveer 14,6 km van Stockholm C. 

## Geschiedenis
In 1878 opende de Stockholm–Västerås–Bergslagens Järnvägar (SWB) een halte bij Barkarby. Ten oosten van de spoorlijn werden stationswoningen gebouwd waarvan de laatste in 1922, deze werd in 1969 gesloopt. In 1963 werd de lijn uitgebouwd tot dubbelspoor, hierbij werd een eilandperron met wachtkamer tussen de sporen gebouwd dat bereikbaar was via een reizigerstunnel. Dit station werd tussen 2014 en 2015 gefaseerd gesloopt in verband met uitbreiding naar vier sporen. Tegelijkertijd werd ongeveer 250 meter noordelijker een nieuw perron gebouwd. De toegang tot het perron werd tijdens de bouw verzekerd door verschillende opvolgende tijdelijke ingangen om de bouw mogelijk te maken. Op een doordeweekse dag in de winter van 2014 werden 4400 instappers geteld.

## Knooppunt
De uitbreiding kwam tot stand in het kader van de overeenkomst die in 2013 tussen Stockholm en de omliggende gemeenten werd gesloten met betrekking tot het openbaar vervoer. Het voorstadstation wordt hierin een OV knooppunt en kan zich op termijn ontwikkelen tot Stockholm West. Het station zal worden bediend door bussen uit Söderort die gaan rijden via de Förbifart Stockholm, regionale treinen vanuit Mälardalen, de Pendeltåg, en lijn T11 van de metro.

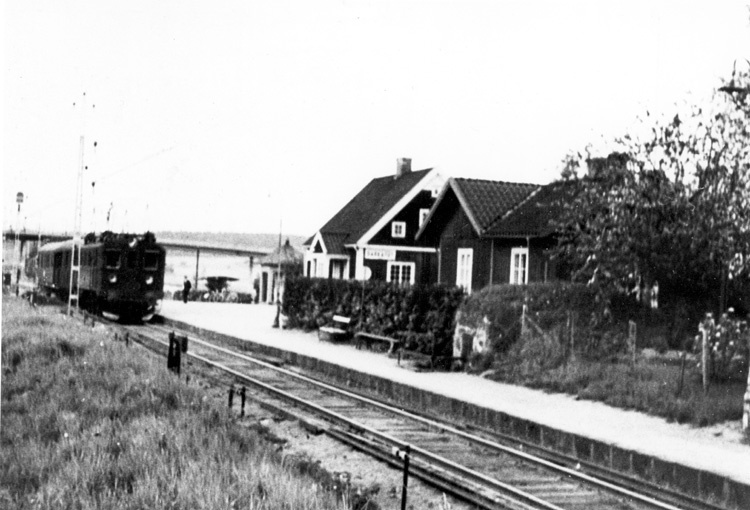
Het station in 1946.
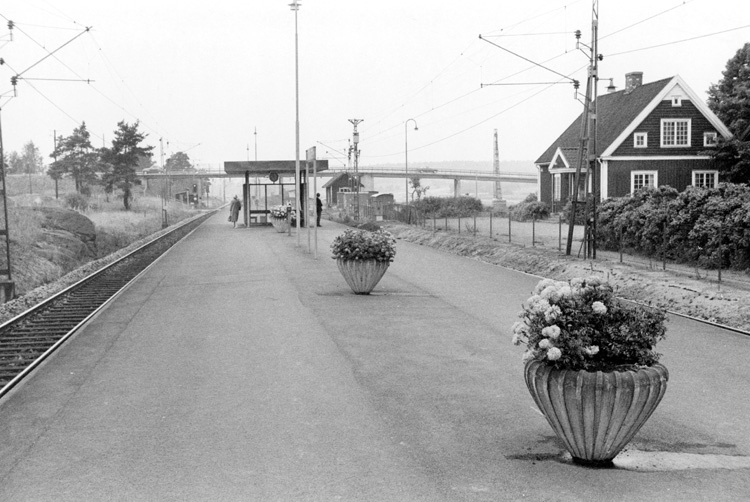
Het station in 1965.
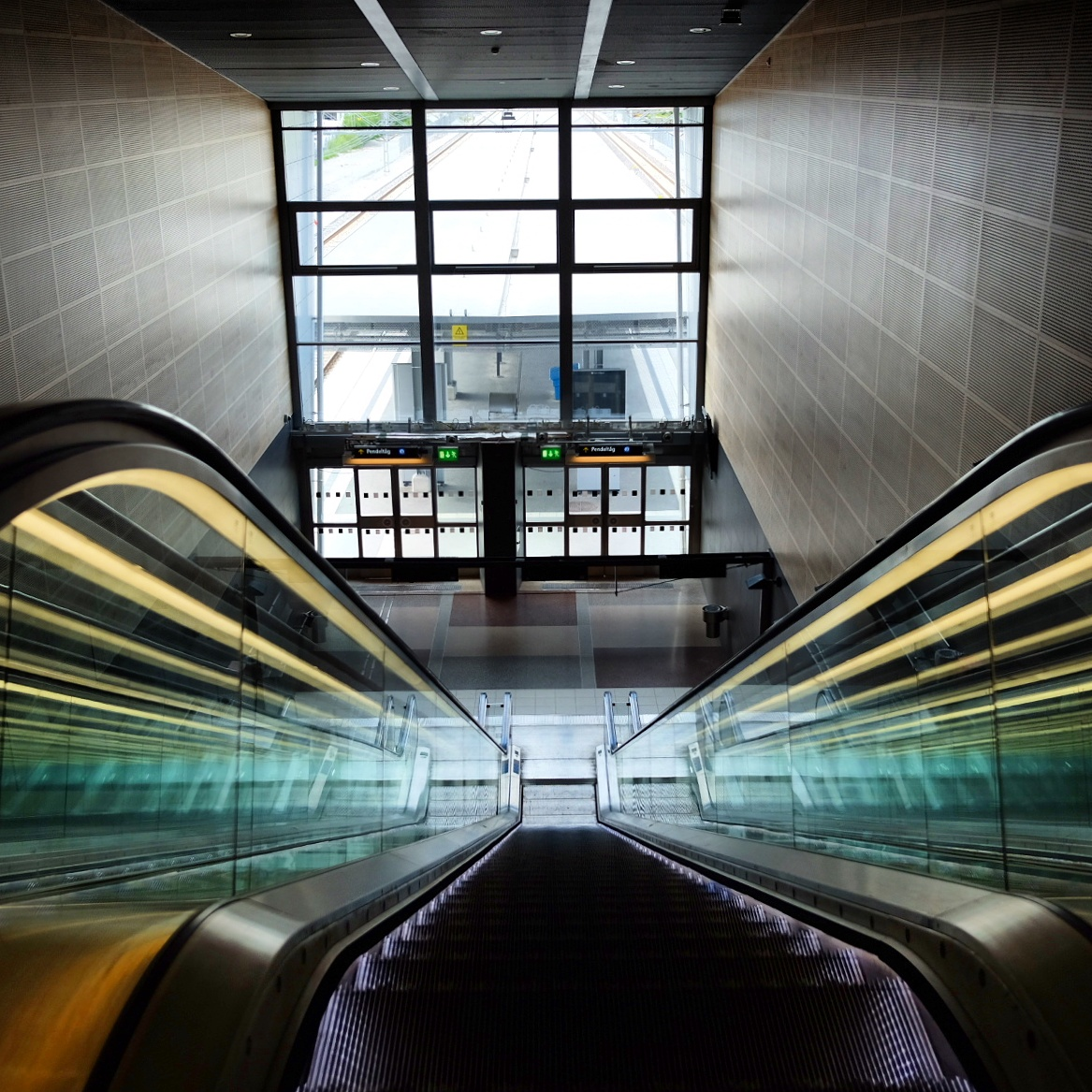
De roltrappen tussen hal en perron.

## Ligging en inrichting
Het station heeft een eilandperron en vier sporen, waaronder twee inhaalsporen voor goederen- en langeafstandstreinen. Boven de zuidkop van het eilandperron ligt een toegang aan de Barkarbybrug. Deze toegang werd geopend op 10 oktober 2016 en heeft een kaartverkoop. De hal en het perron zijn onderling verbonden met roltrappen en een lift. Boven de noordkop wordt een grote stationshal gebouwd die als hoofdingang, langs de Veddestabrug, van het station gaat dienen. Aan de westzijde van dit gebouw komt een hal op de begane grond naast de sporen waar een wachtkamer voor het busstation komt en de oostelijke toegang van het metrostation ligt. Op termijn kunnen de buitenste sporen ook van perrons worden voorzien ten behoeve van stoptreinen op de Mälarbanan.